# Metepeira
Metepeira là một chi nhện trong họ Araneidae.

## Hình ảnh

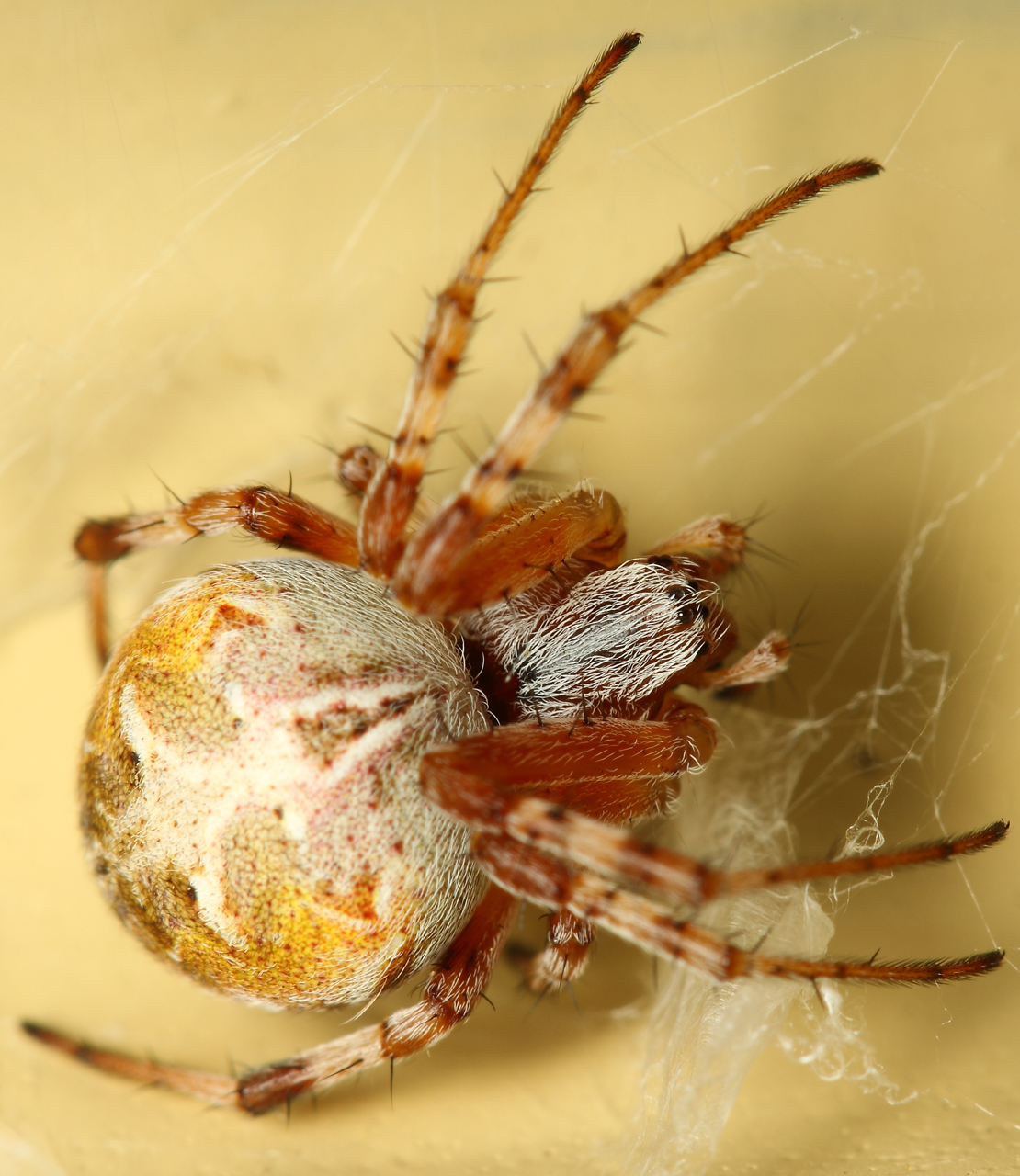
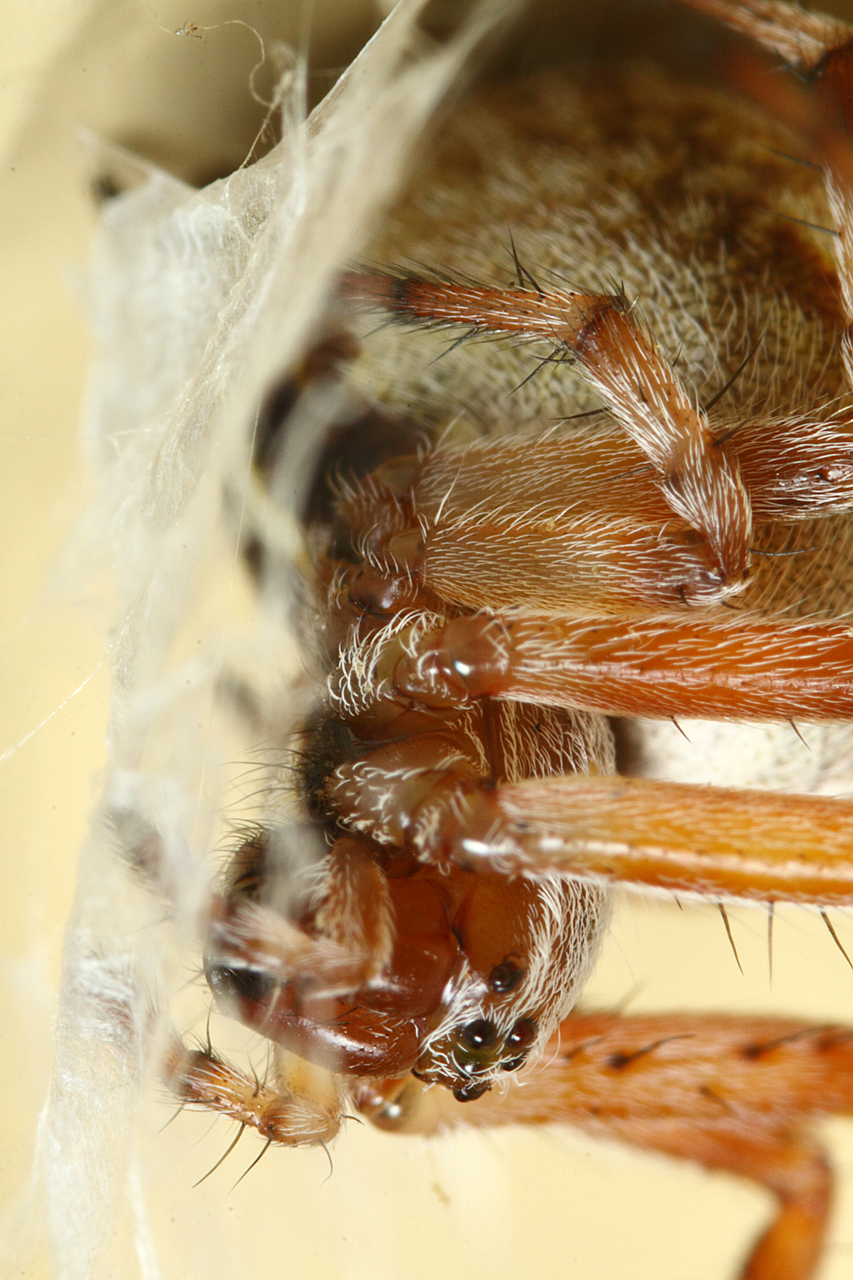